# ژان-لوئی مونو
ژان-لوئی مونو (به فرانسوی: Jean-Louis M. Monod) نویسنده و منتقد هنری قرن بیستم میلادی اهل فرانسه است.